# Donald X. Vaccarino
Donald X. Vaccarino (* 1969) ist ein US-amerikanischer Spieleautor.
Sein erstes veröffentlichtes Spiel Dominion wurde 2009 Spiel des Jahres, ein Erfolg, den er 2012 mit Kingdom Builder wiederholen konnte. Zu Dominion veröffentlichte er bisher (Stand Februar 2023) fünfzehn Erweiterungen. Zu Kingdom Builder veröffentlichte er vier Erweiterungen.
Vaccarino lebt im US-Bundesstaat New York und ist gelernter Programmierer. 1994 machte er sich als Spieleautor selbständig.  Vor seinen Erfolgen als Spieleautor entwickelte Vaccarino u. a. Karten zu dem Sammelkartenspiel Magic: The Gathering.

## Ludografie (Auswahl)
| - 2008: Dominion - 2009: Dominion: Die Intrige - 2009: Dominion: Seaside - 2010: Dominion: Die Alchemisten - 2010: Dominion: Blütezeit - 2011: Dominion: Reiche Ernte - 2011: Dominion: Hinterland - 2011: Nefarious - 2011: Nitroplus Card Masters - 2012: Dominion: Dark Ages - 2012: Kingdom Builder - 2012: Monster Factory - 2012: Gauntlet of Fools - 2012: Android: Infiltration - 2012: Kingdom Builder: Nomads | - 2013: Dominion: Die Gilden - 2013: Kingdom Builder: Crossroads - 2014: Temporum - 2014: Piña Pirata - 2014: Greed - 2015: Dominion: Abenteuer - 2016: Dominion: Empires - 2016: Kingdom Builder: Marshlands - 2017: Temporum: Alternate Realities - 2017: Kingdom Builder: Harvest - 2018: Dominion: Nocturne - 2019: Dominion: Renaissance - 2020: Dominion: Menagerie - 2020: Winter Kingdom - 2022: Dominion Verbündete - 2023: Dominion Plünderer |